# Simon Bolivar
Simón José Antonio de la Santísima Trinidad Bolívar y Palacios Ponte-Andrade y Blanco, običajno samo Simón Bolívar (vzdevek El Libertador /slov. Osvoboditelj/), venezuelski revolucionar, vojskovodja in politik, * 24. julij 1783, Caracas, Španski imperij, današnja Venezuela, † 17. december 1830, Santa Marta, Velika Kolumbija, današnja Kolumbija.
Bolivar je najzaslužnejši kot vodja v boju za osvoboditev južnoameriških kolonij izpod španske oblasti ter za osamosvojitev Venezuele (od leta 1999 Bolivarske republike Venezuele), Kolumbije (ki je takrat vključevala tudi Panamo), Ekvadorja, Peruja in Bolivije, ki je dobila po njem tudi ime.
Leta 1819 je postal prvi predsednik Velike Kolumbije, leta 1824 predsednik Peruja in leta 1825 predsednik Bolivije. Njegove velike sanje o združenih deželah nekdanjih španskih kolonij so se razblinile v nemirih, državnih udarih in vojnah že proti koncu njegovega življenja.

## Poreklo
Priimek Bolivar izhaja iz vasi La Puebla de Bolivar v Baskiji, Španija, družina po materini strani (Palacios) pa je prihajala s Kanarskih otokov. Prvi član te aristokratske družine, Simon de Bolivar (starejša oblika zapisa je tudi Simon de Bolibar), se je priselil iz Španije v 16. stol., v službo pri guvernerju kolonije Santo Domingo (danes otok Hispaniola, razdeljen med Haiti in Dominikansko republiko) med letoma 1550 in 1570. Leta 1589 so guvernerja poslali v Venezuelo in z njim se je v Caracas preselil tudi Bolivar. Kot eden od zgodnjih priseljencev je dobil v last velika posestva in vpliven položaj, med drugim je družina v novozgrajeni katedrali leta 1594 dobila stransko kapelo. Bogastvo so si nabrali z gojenjem sladkornega trsa, rudniki srebra, po odkritju zlata s spremljajočim bakrom leta 1632 pa zlasti s slednjim. Delovno silo v rudnikih in na plantažah so večinoma sestavljali Indijanci in afriški sužnji.
Bolivarjev ded, Juan de Bolívar y Martínez de Villegas, je leta 1728 benediktinskemu samostanu Svete Marije Montserratske doniral 22 000 dukatov za plemiški naziv, ki ga je odobril kralj Filip V. Španski. Ker naziva kljub vsemu ni dobil, se je obrnil na sodišče, vendar postopek še ni bil končan, ko se je Venezuela osvobodila španske oblasti.

## Zgodnje življenje
Simon Bolivar se je rodil očetu Juanu Vicenteju in mami Mariji, imel je dve starejši sestri in brata, tretja sestra je umrla ob rojstvu. Zgodaj je izgubil oba starša, oče je umrl, ko je bil star dve leti in pol (1786), pri osmih letih še mama (1792). Sorodniki so mu priskrbeli učitelje in mentorje, primerne njegovemu stanu, zlasti v otroštvu pa je zanj skrbela sužnja Hipolita (la negra Hipolita). Vzgojen je bil pod vplivom razsvetljenstva, bral je Voltaira in Rousseauja.
Ko je bil star 14 let, je njegov mentor Simón Rodríguez zaradi obtožb o zaroti zoper špansko krono pobegnil, zato je šolanje nadaljeval na vojaški akademiji Milicias de Veraguas. Leta 1799 je odpotoval v Mehiko, Francijo in v Španijo, kjer se je leta 1802 poročil z Maríjo Tereso Rodríguez del Toro y Alaizo, s katero se je vrnil v Venezuelo, kjer je le osem mesecev kasneje umrla za rumeno mrzlico. Nikoli več se ni poročil, ni imel potomcev.
Leta 1804 je znova odpotoval v Evropo, v času, ko je bil Napoleon Bonaparte na vrhuncu svoje moči in se je okronal za cesarja. V Parizu je srečal svojega starega mentorja Simóna Rodrígueza, ki ga je seznanil z deli razsvetljenskih mislecev, srečal je naravoslovca in raziskovalca Alexandra von Humboldta, ki mu je opisal južnoameriška naravna bogastva in njihov potencial. V njem je dozorevala ideja o samostojnosti kolonij in tako je v Rimu, 15. avgusta 1805, prisegel, da bo osvobodil svojo deželo. Ob vrnitvi je obiskal vzhodno obalo ZDA, v Venezuelo se je vrnil leta 1807.

## El Libertador

### Venezuela in Velika Kolumbija (1807-1820)
V času njegove vrnitve je bila Španija Napoleonova zaveznica. Francisco de Miranda je le leto prej (1806) z britansko podporo poskušal izvesti invazijo, vendar mu ni uspelo. Ko pa je Napoleon Španijo zasedel (1808) in odstavil kralja Ferdinanda VII., mnogi Venezuleci niso več videli razloga za zvestobo evropskim oblastnikom. 1810 so pregnali španskega guvernerja, Bolivarja pa poslali v London iskati podporo. Vojaške podpore ni našel, je pa srečal in pripeljal nazaj prej omenjenega de Mirando, da bi vodil upornike.
Leta 1811 je nacionalni kongres razglasil neodvisnost Venezuele (prva Venezuelska republika), to je bila prva španska kolonija, ki je razglasila neodvisnost. Španija je po nemirih in vojaških akcijah prevzela nadzor že naslednje leto, predvsem zaradi močnega potresa (7,7 po Richterju), ki so ga razlagali kot božjo kazen zaradi upora proti kroni in prehitre vdaje de Mirande, zaradi česar so ga republikanci predali Špancem.
Bolivar se je umaknil v današnjo Kolumbijo, izdal več političnih manifestov in dekretov, nakar se je zmagovito vrnil na čelu vojaškega pohoda (Campana Admirable) leta 1813. Ob razglasitvi druge Venezuelske republike je bil razglašen za osvoboditelja (El Libertador). Leta 1814 se je na španski prestol vrnil Ferdinand VII., Napoleon je bil premagan in poslan na Elbo. Španija je v uporno kolonijo poslala močno vojsko, ki je znova prevzela nadzor nad Venezuelo in se pomaknila nad upornike v Kolumbijo. Bolivar je pobegnil na Jamajko, nato na Haiti in Curaçao.
Vrnil se je leta 1816 z vojsko kakih 500 mož, da bi zavzel državo, ki jo je branilo več kot 10 000 vojakov. 1817 je bila razglašena že tretja Venezuelska republika, vojna med republikanci in rojalisti pa je bila vse bolj krvava.Ko so republikanci izvedeli, da je Bogota, kolonialna prestolnica, slabo branjena, so z 2500 možmi prečkali džunglo, 3960 m visok andski prelaz, v bitki presenetili in porazili rojaliste, zasedli Bogoto 10. avgusta 1819. To je bila ključna bitka. Naslednje leto so razglasili republiko Veliko Kolumbijo s predsednikom Bolivarjem, kmalu so prevzeli tudi nadzor nad Venezuelo, ki je postala ena od treh departmajev Velike Kolumbije.

### Južni pohod, Ekvador in Peru (1821-1824)
Ekvador (takrat je bilo ime glavnega mesta in celotne province enako - Quito) je razglasil republiko oktobra 1820, vendar so rojalisti večinoma obdržali nadzor. Bolivar je nasprotoval drobljenju na majhne republike, zato je poslal vojsko, ki je v dveh letih prevzela nadzor in priključila regijo Veliki Kolumbiji kot tretji departma.
Tudi Peru je bil sredi vojne, saj je argentinski general José de San Martín že delno prevzel vojaški nadzor. Bolivar in San Martin sta se srečala 26. in 27. julija 1822, kjer je San Martin predal osvobajanje Bolivarju. Leta 1824 mu je perujski kongres podelil predsedniška pooblastila. Skupaj z generalom de Sucrejem je leta 1829 dokončno premagal še vedno številčno močnejšo vojsko rojalistov. De Sucre je zasedel še Zgornji Peru, ki se je razglasil za republiko Bolivijo. Bolivar je bil predsednik Bolivije le pet mesecev, nato je oblast prepustil de Sucreju.

## Diktator
Simon Bolivar je bil tako kratek čas predsednik z zelo velikimi pooblastili v Veliki Kolumbiji, Peruju in Boliviji. Po predaji oblasti v Peruju in Boliviji se je vrnil na sever. Notranje spore glede načina vladanja in nezmožnosti kongresa pri pisanju ustave je prekinil 27. avgusta 1828, ko se je z dekretom razglasil za diktatorja. S tem je še poglobil spore, zarotniki so ga poskušali ubiti, pred atentatom ga je 25. septembra 1828 rešila dolgoletna ljubica  Manuela Sáenz. Zaradi tega dejanja jo je Bolivar imenoval tudi Libertadora del Libertador (osvoboditeljica osvoboditelja). Nemiri so se nadaljevali vse do njegove smrti.

## Smrt in politična zapuščina
Bolivar je odstopil s položaja predsednika 27. avgusta 1830 z namenom, da gre v prostovoljno izgnanstvo v Francijo, vendar je umrl za tuberkulozo 17. decembra istega leta, v starosti 47 let. Na smrtni postelji je želel, da se uniči vsa njegova korespondenca in arhiv. Njegova želja ni bila uslišana, zato so zgodovinarjem še vedno na razpolago pisma, ki razkrivajo Bolivarjevo filozofijo, kot tudi podrobnosti njegovega dolgoletnega razmerja z Manuelo Sáenz. Pokopan je bil v Santa Marti, leta 1842 pa prekopan v Caracas. Simbolični ostanki Manuele Sáenz, ki je umrla 1856, so bili prenešeni ob njegov grob leta 2010. Leta 2008 je venezuelski predsednik  Hugo Chávez ukazal izkop, da bi preveril trditve o umoru oz. zastrupitvi z arzenikom. Forenziki so zaključili, da ni dokazov o zastrupitvi ali nenaravni smrti.
Ker je bil ključna oseba pri osvoboditvi in ustanovitvi mnogih južnoameriških držav, ima še danes pomemben vpliv na politiko, zlasti v Venezueli pod Chavezom, pa tudi v drugih državah v strankah celotnega političnega spektra.
Po njem je bila poimenovana država Bolivija, številne ulice, trgi, šole, bolivijska (boliviano) in venezuelska (bolivar) valuta, ladje, podmornice, mesta in asteroid